# Braye-sous-Faye

Braye-sous-Faye este o comună în departamentul Indre-et-Loire, Franța. În 1 ianuarie 2022 avea o populație de 281 de locuitori.